# Bosanskohercegovačka radiotelevizija
Radiotelevizija Bosne i Hercegovine (BHRT) državna je radiotelevizija u Bosni i Hercegovini. Kao javni emiter, BHRT je jedini član Europske radiodifuzijska unije unije iz Bosne i Hercegovine. Sjedište BHRT-a nalazi se u zgradi RTV doma u Sarajevu.

## Povijest
Prvi elektronski medij koji se nakon završetka Drugog svjetskog i rata i oslobođenja Sarajeva oglasio u Bosni i Hercegovini bio je Radio Sarajevo. Radio Sarajevo je s emitiranjem programa počeo 10. travnja 1945. godine riječima: "Ovdje Radio Sarajevo. Smrt fašizmu – sloboda narodu!" koje je izgovorio Đorđe Lukić, prvi tehničar i spiker ovog radija. Do kraja 1945. godine program je trajao šest sati i emitiran je u tri bloka: jutarnjem, podnevnom i večernjem. Radiotelevizija Sarajevo osnovana je sredinom 1960-ih u Sarajevu kao republička radiotelevizijska kuća za NR Bosnu i Hercegovinu a bila je članica tadašnjeg emiterskog sistema Jugoslavenske radiotelevizije. 
Početak ratnih sukoba na području Jugoslavije RTV Sarajevo dočekuje s izgrađenom infrastrukturom za produkciju i emitiranje tri radijska i tri televizijska kanala. Promjena imena iz "Radiotelevizija Sarajevo" u Radiotelevizija Bosne i Hercegovine (RTVBiH) uslijedila je nakon početka nešto intenzivnijih ratnih sukoba u Bosni i Hercegovini 1992. godine. RTV Dom u Sarajevu napuštaju mnogobrojni radnici, odnoseći pokretnu opremu (televizijske kamere, mikrofone i sl.) Početkom opsade Sarajeva, RTVBiH je suočena sa stalnim razaranjem opreme, predajnika, uz stradanje radnika koji su se borili protiv medijske blokade Sarajeva ali i cijele Bosne i Hercegovine. U okviru RTVBiH tada djeluju tvBiH i Radio Bosne i Hercegovine. Za emitiranje programa RTVBIH u ratnim uvjetima, najzaslužniji je tzv. "PEP" s isključivo tehničkom djelatnošću (Prijenos i emitiranje programa).
Već 1. siječnja 1993. godine RTVBiH primljena je kao aktivni član Europske emiterske unije. To je omogućilo da se predstavnik Bosne i Hercegovinae prvi put pojavi 1993. godine na Pjesmi Eurovizije. Nakon završetka ratnih sukoba u Bosni i Hercegovini, popravlja se uništena i infrastruktura neophodna za funkcioniranje RTV sistema na razini cijele Bosne i Hercegovine.
Logo Javnog radiotelevizijskog servisa BiH – PBSBiH po prvi put se pojavio tijekom direktnog prijenosa Ljetnih olimpijskih igara u Sydneyu. Uz donacije u opremi OHR-a i Europske komisije u Bosni i Hercegovini, osigurana je emisiona mreža za uspostavu televizije na razini Bosne i Hercegovine. U noći između 11. i 12. kolovoza 2004. godine, realizirano je razdvajanje emisionih mreža PBSBiH (Radio-televizije BiH), RTVFBiH (Radiotelevizije Federacije BiH) i RTRS (Radio Televizija Republike Srpske). Istovremeno se radilo na poboljšanju emisionih mreže entitetskih radiotelevizija. Od 12. kolovoza 2004. godine, BHTV 1 na vlastitoj frekvenciji emitira probni test signal kombiniran s audio podlogom – program BH Radio 1 i tehničkim podatcima o frekvencijama za prijem novog kanala.
Dana 13. kolovoza 2004. godine iz studija u Sarajevu počelo je cjelodnevno emitiranje programa BHT 1 (PBSBiH mijenja naziv u Bosanskohercegovačka radiotelevizija – BHRT). Točno u 18:00 h, emitiran je Otvoreni program povodom Ljetnih olimpijskih igara u Ateni BHT 1 emitira dešavanja i nadmetanja s Olimpijskih igara uz informativni program (signalom pokriva preko 90 % populacije u Bosni i Hercegovini). Nakon svečane ceremonije upriličene u RTV Domu, u 19:00 emitirano je prvo izdanje BHT Vijesti na tek uspostavljenoj nacionalnoj mreži. Prvi voditelj Vijesti bio je Tomislav Đurić.

## Organizacija
BHRT se financira iz dijela RTV takse s ostalim javnim emiterima u Bosni i Hercegovini (50 % za BHRT, 25 % za RTVFBiH i 25 % za RTRS). Upravna struktura utvrđena je Statutom BHT-a.  
Bosanskohercegovačka radiotelevizija se sastoji od entitetskih javnih emitera s organizacijskim jedinicama:
- BHT 1 – Radiotelevizija Bosne i Hercegovine 1
- BH Radio 1 – Radio Bosne i Hercegovine 1
- MP BHRT – Glazbena produkcija BHRT-a
- RTRS – televizija Republike Srpske (s dva tv kanala)
- RTRS-Radio – radio Republike Srpske
- Federalna televizija – televizija Federacije BiH
- Radio Federacije Bosne i Hercegovine – radio Federacije BiH

## Program
Program BHRT-a se emitira 24 sati dnevno na području cijele Bosne i Hercegovine. Većina radiotelevizijskog programa se proizvodi iz RTV doma u Sarajevu. Razvijena je mreža Informativno-tehničkih centara  (ITC) u drugim gradovima BiH: Bihaću, Banjoj Luci, Mostaru, Tuzli, Zenici.

## Vanjske poveznice
- www.bhrt.ba